# Le Roi David
Le Roi David (título original en francés; en español, El rey David) H. 37 es una obra musical de Arthur Honegger. Ha tenido dos versiones sucesivas: una música de escena compuesta en 1921, acompañado el drama lírico de René Morax, estrenada en el Teatro de Jorat en Mézières (Suiza) en el año 1921 luego el oratorio que fue reorquestado y estrenado en una versión en alemán en el año 1923 en Winterthour (Suiza) después en francés en París y en Roma en 1924. 
Saludada por la crítica como una obra innovadora, la versión oratorio del Roi David relanzó el género y tuvo como consecuencia la creación de coros mixtos y profesionales, capaces de interpretar las nuevas tendencias musicales de los años 1920 y 1930, como la música atonal o serial.
La primera versión de la obra mezcla el texto de Morax y la música de Honegger y dura alrededor de cuatro horas. El 11 de junio de 1921, Le Roi David fue estrenada con gran éxito a lo largo de las doce representaciones siguientes, ayudada por los decorados de Alexandre Cingria y el texto de Morax.
La obra tuvo gran éxito en Mézières pero rápidamente el acompañamiento musical de la obra de René Morax se transformó por Honegger en oratorio, a fin de difundir mejor su obra.

Cartel de un concierto en la Iglesia de San Guillermo, de Estrasburgo, por parte del coro de la sede, que ofrecía la cantata L'Enfant prodigue, de Debussy, y Le Roi David, en 1925.

## Discografía
- Charles Dutoit, Erato, 1992